# جزیره لانگ (استرالیای غربی)
جزیره لانگ (استرالیای غربی) (به انگلیسی: Long Island (Western Australia)) یک منطقهٔ مسکونی در استرالیا است.

## خصوصیات
جزیره لانگ ۰ نفر جمعیت دارد.